# Run and shoot offense
La Run and shoot offense, detta anche Attacco Run and shoot, è un sistema offensivo del football americano introdotto per la prima volta negli anni sessanta da Glen “Tiger” Ellison, e portata ad un primo successo negli anni settanta da Darrel “Mouse” Davis all'università di Portland State con una versione strutturata in modo da contenere solo tre giochi di corsa e cinque giochi di passaggio variati in base alle coperture difensive avversarie, che a sua volta divise in quattro categorie (Cover 3 Deep, Cover 2 Deep, Man to Man, Blitz). La “Run and shoot” è stata uno dei più prolifici attacchi di tutti i tempi, ed ancora oggi trova applicazione anche in NFL (New York Giants, Tennessee Titans negli ultimi anni).

## Schieramento
Questo sistema di gioco fa leva su formazioni shotgun con cinque offensive lineman a bloccare, un quarterback posizionato 5 yards dietro la palla, un solo Running back e quattro Receiver (due Split End che si posizionano larghi e due Slot receiver allineati all'esterno degli Offensive Tackle ed una yard dietro la linea di scrimmage per essere considerati ricevitori eleggibili), in genere quindi non presentano pertanto un lato forte e un lato debole.
L'attacco prevede l'adattamento alle disposizioni difensive avversarie, questo sistema forza le difese avversarie a scoprire le proprie coperture e permette così al quarterback di ordinare cambi di giochi sulla linea di scrimmage, detti audibles, chiamando le azioni che possono battere le coperture mostrate dalle difese stesse. I movimenti che generano questi cambi di gioco, oltre che per scoprire le coperture avversarie, creano superiorità numerica da un lato e preparano abbinamenti favorevoli tra difensore e ricevitore.
Per realizzare questo tipo di attacco, il quarterback deve essere abile a leggere le difese avversarie ed a chiamare il gioco giusto per batterle, i receiver devono sapere come liberarsi per ricevere il passaggio, o correndo la traccia in modo da trovarsi al momento giusto nella finestra tra i difensori, oppure battendo l'avversario diretto in velocità od operando cambi di direzione. Nella pass protection gli assegnamenti di blocco sono semplici. I Defensive Linemen sono numerati negli schemi con 0, 1, 2, 3 ed ogni Offensive Lineman blocca il proprio uomo, mentre gli uomini senza copertura assegnata vanno a bloccare eventuali blitz.
Spesso il passing game viene usato al posto del rushing game, così l'halfback più adatto a questo tipo di gioco è di corporatura più minuta, veloce e con ottime mani, visto l'utilizzo di giochi come lo screen pass.
Le migliori squadre che nella NFL hanno usato questo tipo di gioco sono stati gli Houston Oilers tra il 1989 ed il 1994, i Detroit Lions nel medesimo periodo, e gli Atlanta Falcons tra il 1990 ed il 1995.